# Alieke van Maurik
Alieke van Maurik (* 11. Mai 2005 in Capelle aan den IJssel, Niederlande) ist eine niederländische Handballspielerin, die für die niederländische Nationalmannschaft aufläuft.

## Karriere

### Im Verein
Alieke van Maurik spielte für den niederländischen Erstligisten HV Quintus, mit dem sie in den Spielzeiten 2021/22 und 2022/23 am EHF European Cup teilnahm. Im Sommer 2023 wechselte die Rückraumspielerin zum Ligakonkurrenten VOC Amsterdam. Seit der Saison 2024/25 steht die Linkshänderin beim deutschen Bundesligisten Borussia Dortmund unter Vertrag.

### In Auswahlmannschaften
Alieke van Maurik nahm mit der niederländischen Jugendnationalmannschaft an der EHF U-17-Championship 2021 teil, einem Wettbewerb für Nationalmannschaften, die sich nicht für die U-17-Europameisterschaft qualifizieren konnten. Die Niederlande gewannen den Wettbewerb, zu dessen Gewinn sie 24 Tore beisteuerte. Im darauffolgenden Jahr belegte sie mit der Jugendnationalmannschaft den vierten Platz bei der U-18-Weltmeisterschaft.
Alieke van Maurik gab am 7. April 2023 in einem Freundschaftsspiel gegen die schwedische B-Nationalmannschaft ihr Länderspieldebüt für die niederländische A-Nationalmannschaft. Knapp drei Monate später lief sie für die Juniorinnennationalmannschaft bei der U-19-Europameisterschaft auf. Bei der U-20-Weltmeisterschaft 2024 gewann sie die Bronzemedaille und wurde zusätzlich in das All-Star-Team berufen.